# Марі-Олма
Марі́-Олма́ (рос. Мари Олма, марій. Кожласола) — присілок у складі Куженерського району Марій Ел, Росія. Входить до складу Юледурського сільського поселення.

## Населення
Населення — 88 осіб (2010; 119 у 2002).
Національний склад (станом на 2002 рік):
- марійці — 99 %